# María Zamora
María Zamora (Valencia, 1976) es una productora de cine española. Socia fundadora de la productora de cine independiente Avalon PC (2007-2021), que abandonó para crear Elástica Films (2021). En 2022, fue la primera mujer productora española en ganar el Oso de Oro en el Festival Internacional de Cine de Berlín, por Alcarràs. Logró el Premio Nacional de Cinematografía 2024.

## Trayectoria
Estudió Administración y Dirección de Empresas y un máster en Gestión de Producción Audiovisual en la Universidad de Valencia. En 2000, empezó a como ayudante de producción en programas de Canal 9 y ejerció la misma labor en la Mostra de Valencia. En 2001 se trasladó a Madrid y se empleó en Avalon Productions, como Ayudante de producción, Directora de producción o Productora Asociada. En mayo de 2007, pasó a ser socia fundadora de Avalon PC donde ejerció como Productora Ejecutiva. 
Produce su primer cortometraje en 2004, Física II (Daniel Sánchez Arévalo), y siguió con los de otros de directores como David Planell (Ponys), Beatriz Sanchís (La clase, La otra mitad)  o Carla Simón (Después también) de los que luego produjo su primer largometraje. Es el caso de La vergüenza (Planell, 2009), Todos están muertos (Sanchís, 2014) y Verano 1993 (Simón 2017), que fue la seleccionada como representante de España en la 90.ª edición de los Premios Óscar en la categoría Mejor película de habla no inglesa. También fue productora ejecutiva de las películas, La mujer sin piano (Javier Rebollo, 2009), María (y los demás) (Nely Reguera, 2016), Libertad (Clara Roquet, 2021), y los documentales Apuntes para una película de atracos (Elías León Siminiani, 2018) y My Mexican Bretzel (Nuria Giménez Lorang, 2019).
En 2021 abandonó Avalon PC y fundó Elástica Films, junto a Enrique Costa, distribuidor y socio fundador de Avalon D.A. Siguió produciendo cine independiente, especialmente de directoras mujeres, y óperas primas. Con su primera película con esta productora, Alcarràs (2022), ganó el Oso de Oro en el Festival Internacional de Cine de Berlín 2022. Produjo O corno (2023), de Jaione Camborda, Concha de Oro a la Mejor película del Festival Internacional de Cine de San Sebastián en 2023. También Creatura, de Elena Martín Gimeno (2023), con cuatro nominaciones a los Goya, y Matria (2023), la ópera prima de Álvaro Gago, con dos nominaciones.
En 2022 anunció su interés por producir series de televisión con la adaptación de Esa maldita pared, escrita por Flako, el protagonista de Apuntes para un película de atracos, en la que participan Isaki Lacuesta, Isa Campo y Raúl Arévalo. Además adaptará a TV la novela de Manuel Jabois, Miss Marte.
En 2024, estrena en el Festival de San Sebastián, La virgen roja, de Paula Ortiz, mientras lleva la preproducción de Polvo serás (Carlos Marques-Marcet), Romería, de Carla Simón, Las madres no, de Mar Coll y Hildegart, de Paula Ortiz, La mitad de Ana, el debut en la dirección de largometrajes de Marta Nieto, de la que produjo su primer corto, Son (2022).
Ese año logró el Premio Nacional de Cinematografía 2024, otorgado por el Ministerio de Cultura,  por “su apoyo al cine independiente y arriesgado (..) Ha fortalecido la presencia del cine independiente español en el mercado internacional, incidiendo en miradas sensibles y diversas”. En el jurado, entre otros,  Ignasi Camós Victoria (Instituto de la Cinematografía y de las Artes Audiovisuales, Juan Vicente Córdoba; Daniel Grao y Paula Palacios Castaño (Asociación de Mujeres Cineastas y de Medios Audiovisuales, CIMA) y Desirée de Fez.
Zamora es miembro de la European Film Academy (EFA, Academia de Cine Europeo), de la junta directiva de AECINE (Asociación de productoras de Cine Independiente) y licenciada y coordinadora nacional en EAVE (European Audiovisual Entrepreneurs). Fue Presidenta del jurado Horizontes Latinos en Festival San Sebastián 2021 y miembro del jurado de la Semana de la Crítica del Festival Internacional de Cine de Cannes de 2022.

## Filmografía

### Cortometrajes
- 2004: Física II (Daniel Sánchez Arévalo)
- 2005: Las mantenidas sin sueños (Martín De Salvo, Vera Fogwill)
- 2005: Ponys (David Planell).
- 2005: Una cierta idea de felicidad (Javier Asenjo)
- 2006; Botellón (Tomás Silberman)
- 2006: Banal (David Planell).
- 2007: Subir y bajar (David Planell).
- 2008 La clase (Beatriz Sanchís)
- 2009: Pichis (Marta Aledo)
- 2010: Mi otra mitad (Beatriz Sanchís)
- 2010: Qué divertido ( Natalia Mateo)
- 2012. Despierta a las moscas (Nacho Ruiz Capillas)
- 2012 Ojos que no ven  (Natalia Mateo)
- 2016: La invitación (Susana Casares)
- 2017: Vuelta al mundo (Leticia Dolera)
- 2019: Después también (Carla Simón)
- 2020: Correspondencia (Carla Simón y Dominga Sotomayor)
- 2022: Carta a mi madre para mi hijo (Carla Simón)
- 2022: Son (Marta Nieto)

### Largometrajes
- 2008: Acné (Federico Veiroj)
- 2009: La vergüenza (David Planell)
- 2009: La mujer sin piano (Javier Rebollo)
- 2010: Un lugar lejano (Joseph Novoa)
- 2011: La cara oculta (Andrés Baiz)
- 2012: Mapa (Elías León Siminiani)
- 2014: Todos están muertos (Beatriz Sanchís)
- 2016: María y los demás (Nely Regueira)
- 2017: Verano 1993 (Carla Simón)
- 2017: Amar (Esteban Crespo y Mario Fernández Alonso)
- 2018: Apuntes para una película de atracos (Documental, Elías León Siminiani)
- 2019: Los días que vendrán (Carlos Marques-Marcet)
- 2019: My Mexican Bretzel (Dodumental, Nuria Giménez Lorang)
- 2021: Libertad (Clara Roquet y Eduard Sola)
- 2022: Qué hicimos mal (Liliana Torres)
- 2022: Alcarràs (Carla Simón)
- 2023: Matria (Álvaro Gago)
- 2023: Creatura (Elena Martín)
- 2023: O corno (Jaione Camborda)
- 2024: La virgen roja (Paula Ortiz)[10]
- 2025: Romería (Carla Simón)

## Premios y reconocimientos
- 2017: Premio ProduccionAudiovisual.com Mejor Productora de Cine, por Verano 1993.[14]
- 2022: Oso de Oro en el Festival Internacional de Berlín, por Alcarrás, dirigida por Carla Simón.[1]
- 2024. Premio Campari Mujer del Año en los Fotogramas de Plata.[15]
- 2024: Premio Nacional de Cinematografía 2024, otorgado por el Ministerio de Cultura.[2]